# François (voornaam)
François is de Franse vorm van de naam Franciscus. Het betekent vrij man in het Latijn. De vrouwelijke variant is Françoise.

## Bekende naamdragers
- François de La Rochefoucauld, Frans classicistisch schrijver (1613 - 1680), zeer bekend vanwege zijn Maximen
- François van 't Sant, een Nederlandse politiefunctionaris en vertrouwelinge van koningin Wilhelmina
- François Mitterrand, een Franse socialistische politicus en president van Frankrijk (1981-1988)
- François Hollande, een Franse socialistische politicus en president van Frankrijk (2012-2017)
- François Rabelais, een beroemde Franse verzetsstrijder, schrijver, arts en humanist
- François Sterchele, een Belgische voetballer
- Burger François, een door Engelsen spottende personificatie voor een Fransman die in het revolutionaire Frankrijk woont